# Wisła Kraków w sezonie 2006/2007 (piłka nożna)
Sezon 2006/2007 był dla Wisły Kraków 11. sezonem z rzędu, a 67. w całej historii klubu, w najwyższej klasie rozgrywkowej w polskim systemie ligowym w piłce nożnej. Zespół rozpoczął przedsezonowe treningi 19 czerwca, a zajęcia przygotowawcze odbywały się we Włoszech, Małopolsce i Niemczech. W przerwie zimowej obozy szkoleniowe przeprowadzono w Turcji. Pierwszym spotkaniem, które rozegrała drużyna, był sparing 24 czerwca z reprezentacją miasta Salsomaggiore. Krakowski klub rozpoczął sezon ligowy 29 lipca meczem u siebie z Górnikiem Zabrze. Z Pucharu Polski odpadł w 1/8 finału po porażce z Ruchem Chorzów. W pierwszej edycji Pucharu Ekstraklasy drużyna dotarła do półfinału. Wisła po dwóch rundach kwalifikacji wzięła udział w fazie grupowej Pucharu UEFA. Na koniec sezonu zespół uplasował się na 8. pozycji. W ramach obchodzenia stulecia powstania krakowskiego klubu rozegrano mecze towarzyskie z Celtikiem Glasgow i Sevillą FC.

## Działalność klubu

### Przed sezonem
W styczniu osiągnięto porozumienie z Michaelem Thwaitem, który po wygaśnięciu kontraktu w Nationalu Bukareszt miał przenieść się latem do krakowskiego zespołu. Przedstawiciele rumuńskiego klubu złożyli skargę do Międzynarodowej Federacji Piłki Nożnej z powodu przedwczesnego zerwania kontraktu przez zawodnika, co zablokowało wydanie certyfikatu uprawniającego do gry w zespole Wisły. Tytułem rekompensaty za zerwanie umowy Thwaite musiał zapłacić na rzecz Nationalu kwotę 45 000 €. Federacja nie nałożyła na australijskiego piłkarza i polski klub dodatkowych sankcji. Rumuński Związek Piłki Nożnej odesłał certyfikat Thwaite'a pod koniec września.
Od 21 czerwca do 1 lipca 23 zawodników Wisły razem z 9-osobowym sztabem przygotowywało się do rundy jesiennej w miejscowości Salsomaggiore Terme. We Włoszech rozegrano 3 sparingi z zespołami złożonymi z lokalnych zawodników i mistrzem San Marino. Na ostatnie ze zgrupowań przed rundą jesienną, które odbywało się w dniach 10 – 18 lipca, wyjechało do Bad Gögging 26 graczy. W Niemczech odbyły się 3 międzynarodowe mecze towarzyskie.
28 czerwca Najwyższa Komisja Odwoławcza PZPN decyzję zakazującą rozegrania czterech spotkań na własnym stadionie bez widowni, nałożoną przez Komisję Ligi Ekstraklasy SA po zakończeniu przedostatniego starcia minionego sezonu, zamieniła na 4 mecze z ograniczonym udziałem publiczności posiadającej imienne karnety w liczbie do 8000 widzów. Utrzymana w mocy została kara finansowa w wysokości 70 000 zł. Mecz z Arką Gdynia podczas 2. kolejki ligowej został rozegrany bez udziału kibiców krakowskiego zespołu.
Od lipca prawo do ekspozycji tablic reklamowych, umieszczania logo banku na plakatach i biletach, a także do emisji spotu reklamowego podczas meczów zyskał Dominet Bank, zostając jednym ze sponsorów krakowskiego klubu. W wyniku pięcioletniej umowy budżet miał zostać zwiększony o kwotę 5 500 000 złotych. Z okazji obchodów stulecia Wisły zaprezentowano kartę kredytową, gdzie część dochodu z tytułu transakcji, dokonywanych za pośrednictwem karty, trafiało na konto Wisły.
Przed rozpoczęciem sezonu zakończono współpracę z Nike. 3 lipca krakowski klub ogłosił początek czteroletniego porozumienia sponsorskiego z Umbro jako oficjalnym i jedynym dostawcą sprzętu sportowego. Pierwszym meczem, w którym Wisła zaprezentowała się w nowych strojach było  towarzyskie starcie z Celtikiem Glasgow w ramach obchodzenia stulecia powstania klubu. Tego dnia ruszyła też oficjalna sprzedaż klubowych trykotów na kolejny sezon. Na drugi z jubileuszowych meczów, rozegrany z Sevillą FC, przygotowano limitowaną serię koszulek, których krój został zainspirowany przedwojennymi strojami.
Ze względu na wycofanie HEKO Czermno na tydzień przed rozpoczęciem rozgrywek III ligi, w grupie małopolskiej zostawiono rezerwy Wisły, mimo zajęcia w poprzednim sezonie ostatniego miejsca.

### Runda jesienna
Komisja ds. Dyscypliny i Kontroli UEFA zdyskwalifikowała Nikolę Mijailovicia w 5 kolejnych spotkaniach w ramach Pucharu UEFA po meczu z 19 października. Powodem były oświadczenia zawodników Blackburn Rovers o rasistowskich zachowaniach Serba. W listopadzie organizator europejskich pucharów dodał karę dyscyplinarną w wysokości 5000 franków szwajcarskich za nieuprawnioną obecność kibiców Wisły po zakończeniu spotkania z Iraklisem.
Po derbach Krakowa z 28 października Komisja Ligi nałożyła na obydwa kluby sankcje. Wisła musiała uregulować karę finansową 40 000 złotych i rozegrać 2 kolejne mecze Ekstraklasy bez udziału publiczności na sektorze C.
W grudniu do polskich pierwszoligowych klubów rozesłano listę nazwisk zawodników, którzy w zimowym oknie transferowym mogli zmienić zespół. Wśród nich byli Hristu Chiacu, Tomasz Dawidowski, Marcin Juszczyk, Paweł Kaczorowski, Paweł Kryszałowicz, Marcin Kuźba, Jacek Paszulewicz, Adam Piekutowski i Branko Radovanović.

### Przerwa zimowa
Od 17 do 30 stycznia przeprowadzono pierwszą część zagranicznych przygotowań do rundy wiosennej. 28 zawodników zakwaterowano w ośrodku Kremlin Palace położonym w Aksu pod Antalyą. W Turcji rozegrano 6 sparingów z zagranicznymi zespołami. Na ostatnim ze zgrupowań, które odbywało się także w Turcji między 7 a 17 lutego, wzięło udział w Side 28 graczy. W trakcie dziesięciodniowego wyjazdu odbyło się 5 spotkań z europejskimi drużynami i wicemistrzem Korei Południowej.

### Runda wiosenna
Po spotkaniu 20. kolejki z Lechem Poznań Komisja Ligi nałożyła na Wisłę karę finansową w wysokości 10 000 złotych i nakaz rozegrania domowego meczu z zamkniętymi sektorami E1 – E4.
Przed meczem z Legią Warszawa w ramach 24. kolejki po raz pierwszy wyemitowano nową wersję hymnu „Jak długo na Wawelu”, różniącą się od nagrania Andrzeja Sikorowskiego, który nie wyraził zgody na dalszą emisję po spotkaniu z Arką Gdynia podczas 17. kolejki ligowej.
W ostatnim tygodniu kwietnia Nikola Mijailović w wyniku konfliktu z trenerem Kazimierzem Moskalem i Marcinem Baszczyńskim opuścił przedwcześnie trening. Serb nie stawił się też na spotkanie z Moskalem i Maciejem Musiałem, kierownikiem zespołu. Zarząd klubu zdecydował się odsunąć zawodnika od pierwszego zespołu i nie przedłużać obowiązującego do lipca kontraktu.
Komisja Ligi po meczu 25. kolejki z Odrą Wodzisław, w którym Baszczyński i Jean Paulista zostali ukarani czerwonymi kartkami za niesportowe zachowanie, nałożyła na zawodników dodatką karę zawieszenia na 2 ligowe spotkania.

## Stadion

### Przed sezonem
Po zakończeniu sezonu ligowego 2005/2006 obiekt przy ulicy Reymonta dysponował nową krytą trybuną na 5690 widzów wraz z zapleczem gastronomicznym i treningowym. Jedyny mecz w okresie przygotowań do sezonu z udziałem publiczności rozegrano z Celtikiem Glasgow w ramach obchodzenia stulecia powstania krakowskiego klubu. 
Pod koniec drugiego tygodnia czerwca rozpoczęto wykonywanie zbrojeń betonowej ramy stanowiącej element konstrukcji drugiej trybuny.

### Runda jesienna
Ostatniego dnia sierpnia w środkowej części trybuny zaczęto prace nad stalowymi konstrukcjami, które stanowiły strop pierwszego piętra oraz podparcie dla pozostałych fragmentów widowni. W październiku Jacek Majchrowski wydał zgodę, by na modernizowanaj trybunie północnej znalazł się złożony z odpowiedniego ustawienia krzesełek emblemat krakowskiego klubu w postaci Białej Gwiazdy. Symbol zaplanowano na obszarze pomiędzy drugim a czwartym wejściem na trybunę D. W drugiej połowie miesiąca rozpoczęto montaż dachu. 
7 grudnia przed spotkaniem Pucharu Ekstraklasy z Górnikiem Zabrzem oddano po raz pierwszy do dyspozycji kibiców zaplecze sanitarne trybuny południowej.

### Przerwa zimowa
Dokręcanie krzesełek na widowni od strony ulicy Reymonta i prace nad dachem zakończono 10 stycznia.
W lutym Polski Związek Piłki Nożnej podjął decyzję o zmianie miejsca rozegrania spotkania eliminacyjnego do Mistrzostw Europy w Piłce Nożnej 2008. Powodem przenosin meczu z Azerbejdżanem było nieukończenie docelowych dróg dojścia do trybun północnej i południowej, jak i brak systemu monitoringu i kołowrotów wpuszczających kibiców na stadion, co wpłynęło na wydanie przez miejską policję negatywnej opinii w kwestii organizowania na obiekcie imprez masowych. Przedstawiciele krakowskiego klubu wystosowali oficjalne oświadczenie, według którego zapewnienie środków finansowych oraz podejmowanie działań związanych z modernizacją stadionu należało do właścicielu obiektu, czyli miasta. Miejscy urzędnicy i zarząd piłkarskiej spółki zadeklarowali uzupełnienie infrastruktury przed rozpoczęciem rundy wiosennej.

## Orange Ekstraklasa
Po raz pierwszy w polskiej piłce rozgrywki prowadzone były przez ligę zawodową.

### Tabela
| Lp. | Drużyna               | M  | Z  | R  | P  | Bramki | Bramki | Różn. | Pkt | Uwagi                   | Bezpośrednio            |
| --- | --------------------- | -- | -- | -- | -- | ------ | ------ | ----- | --- | ----------------------- | ----------------------- |
| 6   | Lech Poznań           | 30 | 12 | 11 | 7  | 53     | 36     | +17   | 47  |                         | LPO-KOR 3:0 KOR-LPO 2:2 |
| 7   | Korona Kielce         | 30 | 14 | 5  | 11 | 41     | 34     | +7    | 47  |                         | LPO-KOR 3:0 KOR-LPO 2:2 |
| 8   | Wisła Kraków          | 30 | 10 | 16 | 4  | 41     | 25     | +16   | 46  |                         |                         |
| 9   | ŁKS Łódź              | 30 | 10 | 11 | 9  | 31     | 30     | +1    | 41  |                         |                         |
| 10  | Odra Wodzisław Śląski | 30 | 10 | 10 | 10 | 29     | 36     | −7    | 40  | ODR-ARK 1:1 ARK-ODR 0:1 |                         |

### Wyniki spotkań
11 listopada po porażce z GKS Bełchatów krakowski klub zakończył zapoczątkową w 2001 roku serię nieprzegranych spotkań u siebie.
| Mecz           | Data            | Godz. | Stadion               | Przeciwnik     | Wynik | Punkty | Strzelcy                                                          |
| -------------- | --------------- | ----- | --------------------- | -------------- | ----- | ------ | ----------------------------------------------------------------- |
| Runda jesienna |                 |       |                       |                |       |        |                                                                   |
| 1              | 29 lipca        | 19:00 | Kraków                | Górnik Zabrze  | 1:0   | 3      | Cléber                                                            |
| 2              | 4 sierpnia      | 20:00 | Gdynia                | Arka Gdynia    | 0:0   | 4      | –                                                                 |
| 3              | 13 sierpnia     | 19:00 | Kraków                | Wisła Płock    | 2:0   | 7      | Radovanović, Penksa                                               |
| 4              | 20 sierpnia     | 19:15 | Kraków                | Korona Kielce  | 2:0   | 10     | Piotr Brożek, Radovanović                                         |
| 5              | 27 sierpnia     | 19:15 | Poznań                | Lech Poznań    | 3:3   | 11     | Głowacki, Bosacki (sam.), Piotr Brożek                            |
| 6              | 10 września     | 14:30 | Kraków                | Pogoń Szczecin | 0:0   | 12     | –                                                                 |
| 7              | 17 września     | 18:00 | Łęczna                | Górnik Łęczna  | 1:1   | 13     | Dudka                                                             |
| 8              | 22 września     | 20:00 | Kraków                | Widzew Łódź    | 2:0   | 16     | Cantoro, Cléber                                                   |
| 9              | 1 października  | 18:30 | Warszawa              | Legia Warszawa | 1:1   | 17     | Paweł Brożek                                                      |
| 10             | 14 października | 18:00 | Kraków                | Odra Wodzisław | 6:0   | 20     | Sobolewski, Radovanović, Błaszczykowski, Cléber, Kryszałowicz (2) |
| 11             | 22 października | 16:30 | Lubin                 | Zagłębie Lubin | 0:0   | 21     | –                                                                 |
| 12             | 28 października | 18:15 | Kraków                | Cracovia       | 3:0   | 24     | Cléber, Paweł Brożek (2)                                          |
| 13             | 5 listopada     | 14:30 | Grodzisk Wielkopolski | Dyskobolia     | 2:2   | 25     | Kryszałowicz, Paweł Brożek                                        |
| 14             | 11 listopada    | 18:00 | Kraków                | GKS Bełchatów  | 2:4   | 25     | Błaszczykowski, Paweł Brożek                                      |
| 15             | 19 listopada    | 16:00 | Łódź                  | ŁKS Łódź       | 1:2   | 25     | Stolarczyk                                                        |
| Runda wiosenna |                 |       |                       |                |       |        |                                                                   |
| 16             | 4 marca         | 14:30 | Zabrze                | Górnik Zabrze  | 4:0   | 28     | Paweł Brożek (2), Paulista, Małecki                               |
| 17             | 10 marca        | 16:00 | Kraków                | Arka Gdynia    | 2:2   | 29     | Paulista, Sobolewski                                              |
| 18             | 17 marca        | 16:00 | Płock                 | Wisła Płock    | 0:0   | 30     | –                                                                 |
| 19             | 31 marca        | 20:00 | Kielce                | Korona Kielce  | 0:0   | 31     | –                                                                 |
| 20             | 7 kwietnia      | 18:30 | Kraków                | Lech Poznań    | 0:0   | 32     | –                                                                 |
| 21             | 14 kwietnia     | 18:00 | Szczecin              | Pogoń Szczecin | 1:1   | 33     | Chiacu                                                            |
| 22             | 18 kwietnia     | 18:00 | Kraków                | Górnik Łęczna  | 2:1   | 36     | Piotr Brożek, Paulista                                            |
| 23             | 22 kwietnia     | 17:00 | Łódź                  | Widzew Łódź    | 0:0   | 37     | –                                                                 |
| 24             | 27 kwietnia     | 20:00 | Kraków                | Legia Warszawa | 3:1   | 40     | Paweł Brożek, Cléber, Paulista                                    |
| 25             | 5 maja          | 18:00 | Wodzisław Śląski      | Odra Wodzisław | 1:2   | 40     | Dudka                                                             |
| 26             | 9 maja          | 18:45 | Kraków                | Zagłębie Lubin | 0:0   | 41     | –                                                                 |
| 27             | 13 maja         | 18:45 | Kraków                | Cracovia       | 0:0   | 42     | –                                                                 |
| 28             | 19 maja         | 18:00 | Kraków                | Dyskobolia     | 0:4   | 42     | –                                                                 |
| 29             | 22 maja         | 19:00 | Bełchatów             | GKS Bełchatów  | 2:1   | 45     | Paulista, Dudka                                                   |
| 30             | 26 maja         | 18:00 | Kraków                | ŁKS Łódź       | 0:0   | 46     | –                                                                 |

Ostatnia aktualizacja: 30. kolejka
1. ↑  Mecz roku 2006 wg plebiscytu tygodnika Piłka Nożna.

    zwycięstwo     remis     porażka

### Kolejka po kolejce
| 1 | 2 | 3 | 4 | 5 | 6 | 7 | 8 | 9 | 10 | 11 | 12 | 13 | 14 | 15 | 16 | 17 | 18 | 19 | 20 | 21 | 22 | 23 | 24 | 25 | 26 | 27 | 28 | 29 | 30 |
| - | - | - | - | - | - | - | - | - | -- | -- | -- | -- | -- | -- | -- | -- | -- | -- | -- | -- | -- | -- | -- | -- | -- | -- | -- | -- | -- |
| 7 | 6 | 2 | 2 | 2 | 2 | 2 | 2 | 3 | 1  | 1  | 1  | 1  | 3  | 5  | 4  | 5  | 5  | 6  | 5  | 6  | 6  | 5  | 4  | 5  | 5  | 6  | 8  | 8  | 8  |

    II runda kwalifikacyjna Ligi Mistrzów     I runda kwalifikacyjna Pucharu UEFA      II runda kwalifikacyjna Pucharu Intertoto

## Puchar Polski
Jako drużyna występująca w sezonie 2005/2006 w rozgrywkach Orange Ekstraklasy, Wisła Kraków rozpoczęła rozgrywki Pucharu od 1/16 finału.
| Faza | Data           | Godz. | Stadion              | Przeciwnik                | Wynik | Strzelcy                              |
| ---- | -------------- | ----- | -------------------- | ------------------------- | ----- | ------------------------------------- |
| 1/16 | 4 października | 18:00 | Nowy Dwór Mazowiecki | Świt Nowy Dwór Mazowiecki | 5:1   | Radovanović (3), Penksa, Kryszałowicz |
| 1/8  | 8 listopada    | 18:30 | Kraków               | Ruch Chorzów              | 1:2   | Paweł Brożek                          |

Ostatnia aktualizacja: 8 listopada 2006
    zwycięstwo     remis     porażka

## Puchar Ekstraklasy
W 2006 roku Ekstraklasa SA postanowiła zorganizować rozgrywki piłkarskie na wzór dawnego Pucharu Ligi Polskiej, mające stanowić uzupełnienie sezonu ligowego. Jako drużyna występująca w sezonie 2005/2006 w rozgrywkach Orange Ekstraklasy, Wisła Kraków rozpoczęła rozgrywki Pucharu od 1. rundy, skąd awansowała do dalszych etapów z pierwszego miejsca w grupie A.
| Faza    | Data         | Godz. | Stadion          | Przeciwnik     | Wynik | Strzelcy                     |
| ------- | ------------ | ----- | ---------------- | -------------- | ----- | ---------------------------- |
| Grupa A | 22 listopada | 18:30 | Lubin            | Zagłębie Lubin | 1:1   | Paulista                     |
| Grupa A | 3 grudnia    | 17:00 | Kraków           | Odra Wodzisław | 2:0   | Radovanović (2)              |
| Grupa A | 7 grudnia    | 19:00 | Kraków           | Górnik Zabrze  | 2:1   | Błaszczykowski, Paweł Brożek |
| Grupa A | 25 lutego    | 17:05 | Kraków           | Zagłębie Lubin | 1:0   | Zieńczuk                     |
| Grupa A | 28 lutego    | 18:00 | Zabrze           | Górnik Zabrze  | 3:2   | Penksa, Cantoro, Burns       |
| Grupa A | 23 marca     | 17:30 | Wodzisław Śląski | Odra Wodzisław | 0:2   | –                            |

1. ↑  Z powodu żałoby narodowej ustanowionej po katastrofie górniczej w kopalni Halemba mecz przełożono z 25 listopada.

| Poz. | Drużyna        | M | Punkty | Z | R | P | Bramki | Bramki | Bramki |
| Poz. | Drużyna        | M | Punkty | Z | R | P | +      | -      | +/−    |
| ---- | -------------- | - | ------ | - | - | - | ------ | ------ | ------ |
| 1    | Wisła Kraków   | 6 | 13     | 4 | 1 | 1 | 9      | 6      | +3     |
| 2    | Zagłębie Lubin | 6 | 13     | 4 | 1 | 1 | 8      | 3      | +5     |
| 3    | Górnik Zabrze  | 6 | 4      | 1 | 1 | 4 | 5      | 10     | -5     |
| 4    | Odra Wodzisław | 6 | 4      | 1 | 1 | 4 | 4      | 7      | -3     |

Ostatnia aktualizacja: 6. kolejka
    awans do ćwierćfinału.
| Faza | Data      | Godz. | Stadion   | Przeciwnik    | Wynik | Strzelcy                   |
| ---- | --------- | ----- | --------- | ------------- | ----- | -------------------------- |
| 1/4  | 16 maja   | 20:30 | Poznań    | Lech Poznań   | 2:2   | Burns (2)                  |
| 1/4  | 29 maja   | 20:00 | Kraków    | Lech Poznań   | 3:2   | Paweł Brożek (2), Paulista |
| 1/2  | 3 czerwca | 17:00 | Kraków    | GKS Bełchatów | 0:1   | –                          |
| 1/2  | 7 czerwca | 20:30 | Bełchatów | GKS Bełchatów | 0:2   | –                          |

Ostatnia aktualizacja: 7 czerwca 2007.
    zwycięstwo     remis     porażka

## Puchar UEFA
Jako wicemistrz w sezonie 2005/2006 Orange Ekstraklasy, Wisła Kraków rozpoczęła eliminacje do Pucharu UEFA od II rundy kwalifikacyjnej.
W związku z nieparzystą ilością zespołów w każdej grupie, Wisła pauzowała podczas 3. kolejki spotkań fazy grupowej. Wygrana Wisły z FC Basel była pierwszym zwycięstwem w historii polskich klubów piłkarskich podczas rundy grupowej Pucharu UEFA.
| Faza                 | Data            | Godz. | Stadion     | Przeciwnik          | Wynik | Strzelcy                   |
| -------------------- | --------------- | ----- | ----------- | ------------------- | ----- | -------------------------- |
| II runda kwal. PUEFA | 10 sierpnia     | 20:45 | Mattersburg | SV Mattersburg      | 1:1   | Zieńczuk                   |
| II runda kwal. PUEFA | 24 sierpnia     | 20:30 | Kraków      | SV Mattersburg      | 1:0   | Piotr Brożek               |
| I runda PUEFA        | 14 września     | 20:30 | Kraków      | Iraklis Saloniki    | 0:1   | –                          |
| I runda PUEFA        | 28 września     | 20:30 | Saloniki    | Iraklis Saloniki    | 2:0   | Mijailović, Cantoro        |
| Grupa E              | 19 października | 16:45 | Kraków      | Blackburn Rovers    | 1:2   | Cantoro                    |
| Grupa E              | 2 listopada     | 20:00 | Tomblaine   | AS Nancy            | 1:2   | Paweł Brożek               |
| Grupa E              | 30 listopada    | 20:45 | Kraków      | FC Basel            | 3:1   | Paweł Brożek (2), Paulista |
| Grupa E              | 13 grudnia      | 20:45 | Rotterdam   | Feyenoord Rotterdam | 1:3   | Paweł Brożek               |

1. ↑  Po dogrywce.

Ostatnia aktualizacja: 13 grudnia 2006
    zwycięstwo     remis     porażka
| Poz. | Drużyna             | M | Punkty | Z | R | P | Bramki | Bramki | Bramki |
| Poz. | Drużyna             | M | Punkty | Z | R | P | +      | -      | +/−    |
| ---- | ------------------- | - | ------ | - | - | - | ------ | ------ | ------ |
| 1    | Blackburn Rovers    | 4 | 10     | 3 | 1 | 0 | 6      | 1      | +5     |
| 2    | AS Nancy            | 4 | 7      | 2 | 1 | 1 | 7      | 4      | +3     |
| 3    | Feyenoord Rotterdam | 4 | 5      | 1 | 2 | 1 | 4      | 5      | -1     |
| 4    | Wisła Kraków        | 4 | 3      | 1 | 0 | 3 | 6      | 8      | -2     |
| 5    | FC Basel            | 4 | 2      | 0 | 2 | 2 | 4      | 9      | -5     |

1. ↑  W styczniu 2007 roku Komisja Odwoławcza UEFA podjęła decyzję o wykluczeniu z rozgrywek pucharowych Feyenoordu. Decyzja była skutkiem burd urządzonych 30 listopada 2006 roku w Nancy przez chuliganów w barwach kibiców Feyenordu.

Ostatnia aktualizacja: 5. kolejka
    awans do 1/16 finału

## Mecze towarzyskie
| Data                                | Przeciwnik                         | Miejsce             | Wynik | Strzelcy                                                          |
| ----------------------------------- | ---------------------------------- | ------------------- | ----- | ----------------------------------------------------------------- |
| Rozegrane w przerwie letniej        |                                    |                     |       |                                                                   |
| 24 czerwca                          | Reprezentacja miasta Salsomaggiore | Salsomaggiore Terme | 5:0   | Kmiecik, Boguski, Zieńczuk (3)                                    |
| 28 czerwca                          | Reprezentacja miasta Fidenza       | Salsomaggiore Terme | 7:0   | Głowacki, Małecki, Penksa, Kmiecik, Kryszałowicz (2), Radovanović |
| 1 lipca                             | SS Murata                          | Salsomaggiore Terme | 1:0   | Radovanović                                                       |
| 6 lipca                             | Celtic Glasgow                     | Kraków              | 2:0   | Kryszałowicz, Burns                                               |
| 8 lipca                             | Kmita Zabierzów                    | Zabierzów           | 1:1   | Cléber                                                            |
| 12 lipca                            | FC Ingolstadt 04                   | Schrobenhausen      | 0:0   | –                                                                 |
| 15 lipca                            | Greuther Fürth                     | Schwabach           | 0:2   | –                                                                 |
| 18 lipca                            | Unterhaching                       | Unterhaching        | 0:0   | –                                                                 |
| 22 lipca                            | KSZO Ostrowiec Świętokrzyski       | Kraków              | 5:0   | Paulista (2), Zieńczuk, Małecki                                   |
| 26 lipca                            | Wisła II Kraków                    | Kraków              | 6:0   | Paulista, Penksa, Piotr Brożek, Głowacki, Chiacu, Małecki         |
| Rozegrane w trakcie rundy jesiennej |                                    |                     |       |                                                                   |
| 31 sierpnia                         | Reprezentacja Sądecczyzny          | Nowy Sącz           | 6:0   | Stolarczyk, Piotr Brożek, Paweł Brożek (3), Paulista              |
| 9 września                          | Sevilla FC                         | Kraków              | 1:0   | Chiacu                                                            |
| Rozegrane w przerwie zimowej        |                                    |                     |       |                                                                   |
| 25 listopada                        | Górnik Wieliczka                   | Kraków              | 6:0   | Paweł Brożek (2), Piotr Brożek, Małecki (2), Paulista             |
| 19 stycznia                         | Terek Grozny                       | Belek               | 5:2   | Tomasz Dawidowski (2), Małecki, Paweł Brożek, Kokoszka            |
| 23 stycznia                         | Hajduk Split                       | Belek               | 0:0   | –                                                                 |
| 25 stycznia                         | Dynamo Drezno                      | Belek               | 2:0   | Svitlica, Paulista                                                |
| 27 stycznia                         | Krylja Sowietow Samara             | Belek               | 2:1   | Dawidowski, Penksa                                                |
| 29 stycznia                         | Dinamo Zagrzeb                     | Belek               | 0:0   | –                                                                 |
| 30 stycznia                         | Karpaty Lwów                       | Belek               | 1:2   | Paulista                                                          |
| 8 lutego                            | Zimbru Kiszyniów                   | Side                | 1:0   | Penksa                                                            |
| 10 lutego                           | Pohang Steelers                    | Side                | 3:1   | Zieńczuk, Małecki, Gołoś                                          |
| 14 lutego                           | Worskła Połtawa                    | Side                | 0:2   | –                                                                 |
| 14 lutego                           | Liteks Łowecz                      | Antalya             | 1:1   | Małecki                                                           |
| 17 lutego                           | Dynama Mińsk                       | Side                | 3:0   | Chiacu, Łatka, Penksa                                             |
| 21 lutego                           | Wisła II Kraków                    | Kraków              | 3:0   | Dawidowski (2) Cantoro                                            |
| Rozegrane w trakcie rundy wiosennej |                                    |                     |       |                                                                   |
| 13 marca                            | MKS Trzebinia                      | Kraków              | 5:0   | Dawidowski, Błaszczykowski, Sobolewski, Penksa, Paweł Brożek      |

1. ↑  Mecz z okazji stulecia Wisły Kraków.
2. ↑  Mecz z okazji 70-lecia Kmity Zabierzów.
3. ↑  Wewnętrzny mecz kontrolny.
4. ↑  Mecz charytatywny.
5. ↑  Mecz z okazji stulecia Wisły Kraków.
6. ↑  Wewnętrzny mecz kontrolny.

Ostatnia aktualizacja: 13 marca 2007.
    zwycięstwo     remis     porażka

## Zawodnicy
W plebiscycie „Piłkarskie Oscary”, zorganizowanym przez Canal+ w przerwie zimowej, Jakub Błaszczykowski został uznany za najlepszego pomocnika sezonu, a Cléber wygrał w kategorii zawodników zagranicznych.

### Skład
| Numer                  | Zawodnik             | Data urodzenia       | W klubie od | Poprzedni klub      | Ekstraklasa | Ekstraklasa | Puchar Polski | Puchar Polski | Puchar Ekstraklasy | Puchar Ekstraklasy | Puchar UEFA | Puchar UEFA | RAZEM | RAZEM |                 |                 |
| Numer                  | Zawodnik             | Data urodzenia       | W klubie od | Poprzedni klub      |             |             |               |               |                    |                    |             |             |       |       | EKS/PP/PE/PUEFA | EKS/PP/PE/PUEFA |
| ---------------------- | -------------------- | -------------------- | ----------- | ------------------- | ----------- | ----------- | ------------- | ------------- | ------------------ | ------------------ | ----------- | ----------- | ----- | ----- | --------------- | --------------- |
| Bramkarze              |                      |                      |             |                     |             |             |               |               |                    |                    |             |             |       |       |                 |                 |
| 21                     | Emilian Dolha        | 3 listopada 1979     | 2006        | Rapid Bukareszt     | 20          | 0           | 1             | 0             | 2 (1)              | 0                  | 5           | 0           | 29    | 0     | 1/0/0/0         | 0               |
| 31                     | Łukasz Jarosiński    | 7 października 1988  | 2006        | Górnik Wałbrzych    | 1           | 0           | 0             | 0             | 0                  | 0                  | 0           | 0           | 1     | 0     | 0               | 0               |
| 12                     | Marcin Juszczyk      | 23 stycznia 1985     | 2004        | Górnik Wieliczka    | 0           | 0           | 0             | 0             | 2                  | 0                  | 0           | 0           | 2     | 0     | 0               | 0               |
| 1                      | Mariusz Pawełek      | 17 marca 1981        | 2006        | Odra Wodzisław      | 9           | 0           | 1             | 0             | 6                  | 0                  | 3           | 0           | 19    | 0     | 1/0/0/1         | 0               |
| Obrońcy                |                      |                      |             |                     |             |             |               |               |                    |                    |             |             |       |       |                 |                 |
| 4                      | Marcin Baszczyński   | 7 czerwca 1977       | 2000        | Ruch Chorzów        | 20          | 0           | 1             | 0             | 2 (1)              | 0                  | 5           | 0           | 29    | 0     | 7/0/0/1         | 1/0/0/0         |
| 25                     | Cléber               | 29 kwietnia 1974     | 2006        | Vitória Guimarães   | 25          | 6           | 1             | 0             | 5                  | 0                  | 7           | 0           | 38    | 6     | 3/0/0/3         | 0/0/0/1         |
| 18                     | Dariusz Dudka        | 9 grudnia 1983       | 2005        | Amica Wronki        | 27 (1)      | 3           | 2             | 0             | 1 (1)              | 0                  | 7           | 0           | 39    | 3     | 5/1/0/0         | 0/0/0/1         |
| 6                      | Arkadiusz Głowacki   | 13 marca 1979        | 2000        | Lech Poznań         | 16 (1)      | 1           | 0             | 0             | 4                  | 0                  | 4           | 0           | 25    | 1     | 6/0/0/1         | 0               |
|                        | Radosław Jacek       | 23 stycznia 1986     | 2005        | Wisła II Kraków     | 0           | 0           | 0             | 0             | 1 (1)              | 0                  | 0           | 0           | 2     | 0     | 0/0/1/0         | 0               |
|                        | Paweł Kaczorowski    | 22 marca 1974        | 2006        | Legia Warszawa      | 0           | 0           | 0             | 0             | 1                  | 0                  | 0           | 0           | 1     | 0     | 0/0/1/0         | 0               |
| 14                     | Mikołaj Kałuda       | 8 lipca 1987         | 2006        | Zdrój Ciechocinek   | 0           | 0           | 0             | 0             | 1                  | 0                  | 0           | 0           | 1     | 0     | 0               | 0               |
| 13                     | Adam Kokoszka        | 6 października 1986  | 2005        | Wisła Kraków U-19   | 8 (3)       | 0           | 0             | 0             | 4                  | 0                  | 1 (1)       | 0           | 17    | 1     | 2/0/1/0         | 0               |
| 10                     | Nikola Mijailović    | 15 lutego 1982       | 2004        | Železnik Belgrad    | 15 (1)      | 0           | 2             | 0             | 1                  | 0                  | 5           | 1           | 24    | 1     | 6/1/1/1         | 1               |
|                        | Bartosz Rosłoń       | 13 czerwca 1987      | 2007        | Wisła II Kraków     | 0           | 0           | 0             | 0             | (1)                | 0                  | 0           | 0           | 1     | 0     | 0/0/1/0         | 0               |
|                        | Przemysław Rygielski | 13 czerwca 1987      | 2007        | Wisła II Kraków     | 0           | 0           | 0             | 0             | 4                  | 0                  | 0           | 0           | 4     | 0     | 0/0/1/0         | 0/0/1/0         |
| 3                      | Maciej Stolarczyk    | 15 stycznia 1972     | 2002        | Pogoń Szczecin      | 12 (3)      | 1           | 1             | 0             | 8                  | 0                  | 0           | 0           | 24    | 1     | 4/2/2/0         | 0               |
| 2                      | Michael Thwaite      | 2 maja 1983          | 2006        | National Bukareszt  | 3 (2)       | 0           | 1             | 0             | 4 (1)              | 0                  | 3           | 0           | 14    | 0     | 1/0/0/1         | 0               |
| Pomocnicy              |                      |                      |             |                     |             |             |               |               |                    |                    |             |             |       |       |                 |                 |
| 16                     | Jakub Błaszczykowski | 14 grudnia 1985      | 2005        | Stradom Częstochowa | 19 (4)      | 2           | 0             | 0             | 1                  | 1                  | 8           | 0           | 32    | 3     | 4/0/0/1         | 0               |
| 22                     | Piotr Brożek         | 21 kwietnia 1983     | 2001        | Wisła II Kraków     | 12 (9)      | 3           | 1 (1)         | 0             | 5 (3)              | 0                  | 3 (4)       | 1           | 38    | 4     | 2/1/1/0         | 0               |
| 77                     | Jacob Burns          | 21 kwietnia 1978     | 2006        | Barnsley            | 12 (2)      | 0           | 0             | 4 (1)         | 3                  | 0                  | 3           | 0           | 22    | 3     | 4/0/0/2         | 0/0/0/1         |
| 20                     | Mauro Cantoro        | 1 września 1976      | 2001        | Ascoli              | 10 (6)      | 1           | 1             | 0             | 6 (1)              | 1                  | 3 (3)       | 2           | 30    | 4     | 5/0/1/2         | 0               |
| 9                      | Hristu Chiacu        | 6 września 1986      | 2006        | National Bukareszt  | 5 (6)       | 1           | (1)           | 0             | 4 (1)              | 0                  | (1)         | 0           | 18    | 1     | 2/0/1/0         | 0               |
| 15                     | Konrad Gołoś         | 2 października 1985  | 2005        | Polonia Warszawa    | 10 (6)      | 0           | 0             | 0             | 4 (3)              | 0                  | 0           | 0           | 21    | 0     | 0               | 0               |
|                        | Sebastian Janik      | 18 kwietnia 1989     | 2007        | Wisła II Kraków     | 0           | 0           | 0             | 0             | (3)                | 0                  | 0           | 0           | 3     | 0     | 0               | 0               |
|                        | Dawid Kubowicz       | 4 marca 1988         | 2006        | Wisła II Kraków     | 0           | 0           | 0             | 0             | 2 (4)              | 0                  | 0           | 0           | 6     | 0     | 0/0/1/0         | 0               |
|                        | Krzysztof Mączyński  | 23 maja 1987         | 2007        | Wisła II Kraków     | 0           | 0           | 0             | 0             | 1                  | 0                  | 0           | 0           | 1     | 0     | 0               | 0               |
| 7                      | Radosław Sobolewski  | 13 grudnia 1976      | 2004        | Dyskobolia          | 18          | 2           | (1)           | 0             | 2                  | 0                  | 7           | 0           | 28    | 2     | 7/0/0/2         | 0               |
| 26                     | Norbert Varga        | 26 marca 1980        | 2006        | Studențesc          | 1 (1)       | 0           | 2             | 0             | 1                  | 0                  | 1           | 0           | 6     | 0     | 0/0/0/2         | 0/0/0/1         |
| 17                     | Marek Zieńczuk       | 24 września 1978     | 2004        | Amica Wronki        | 23          | 0           | 1             | 0             | 8                  | 1                  | 8           | 1           | 40    | 2     | 3/0/0/1         | 0               |
| Napastnicy             |                      |                      |             |                     |             |             |               |               |                    |                    |             |             |       |       |                 |                 |
| 23                     | Paweł Brożek         | 21 kwietnia 1983     | 2001        | Wisła II Kraków     | 20 (3)      | 7           | 1 (1)         | 1             | 5 (1)              | 3                  | 5 (1)       | 4           | 37    | 15    | 1/0/0/2         | 0               |
| 11                     | Tomasz Dawidowski    | 4 lutego 1978        | 2004        | Amica Wronki        | 4 (2)       | 0           | 2 (5)         | 0             | 0                  | 0                  | 0           | 0           | 13    | 0     | 2/0/2/0         | 0               |
| 14                     | Paweł Kryszałowicz   | 23 czerwca 1974      | 2005        | Amica Wronki        | 3 (5)       | 3           | 1 (1)         | 1             | 1                  | 0                  | (2)         | 0           | 13    | 4     | 1/0/0/0         | 0               |
| 29/19                  | Patryk Małecki       | 1 sierpnia 1988      | 2006        | Wisła II Kraków     | (5)         | 1           | 0             | 0             | 5 (1)              | 0                  | (1)         | 0           | 12    | 1     | 0               | 0               |
| 5                      | Jean Paulista        | 28 listopada 1977    | 2005        | Maia                | 21 (6)      | 5           | 1 (1)         | 0             | 8 (1)              | 2                  | 4 (4)       | 1           | 46    | 8     | 3/0/1/0         | 1/0/0/0         |
| 99                     | Marek Penksa         | 4 sierpnia 1973      | 2005        | Ferencváros         | 11 (13)     | 1           | 1 (1)         | 0             | 4 (2)              | 1                  | 2 (2)       | 0           | 36    | 3     | 0               | 0               |
| 33                     | Branko Radovanović   | 18 lutego 1981       | 2006        | GS Kallithea        | 5 (6)       | 3           | 2             | 3             | 1 (1)              | 2                  | 4 (3)       | 0           | 22    | 8     | 1/1/0/1         | 0               |
|                        | Paweł Smółka         | 23 października 1986 | 2007        | Wisła II Kraków     | 0           | 0           | 0             | 0             | (3)                | 0                  | 0           | 0           | 3     | 0     | 0               | 0               |
| 30                     | Stanko Svitlica      | 17 maja 1976         | 2007        | Rot Weiss Ahlen     | (2)         | 0           | 0             | 0             | 0                  | 0                  | 0           | 0           | 2     | 0     | 0               | 0               |
| Stan na: 26 maja 2007. |                      |                      |             |                     |             |             |               |               |                    |                    |             |             |       |       |                 |                 |

W nawiasach wprowadzenia na boisko.
    odejścia ze składu     przyjścia do składu
1. ↑  od 9 stycznia 2007.
2. ↑  wypożyczony od 26 marca 2007.
3. ↑  rozwiązanie kontraktu 19 stycznia 2007.
4. ↑  od 5 grudnia 2006.
5. ↑  od lutego 2007.
6. ↑  od lutego 2007.
7. ↑  wypożyczony w sierpniu 2006 roku do Polonii Warszawa, powrót w styczniu.
8. ↑  od marca 2007.
9. ↑  od marca 2007.
10. ↑  od czerwca 2007.
11. ↑  wypożyczony od 13 stycznia 2007.
12. ↑  rozwiązanie kontraktu 19 stycznia 2007.
13. ↑  W rundzie jesiennej nosił numer 29. Na wiosnę grał z numerem 19.
14. ↑  od maja 2007.
15. ↑  od 12 października 2006.

### Transfery

#### Przyszli
| Poz            | Nazwisko             | Poprzedni klub     | Typ                   | Data transferu       | Kwota transferu | Źródło |
| -------------- | -------------------- | ------------------ | --------------------- | -------------------- | --------------- | ------ |
| Okienko letnie |                      |                    |                       |                      |                 |        |
| OB             | Michael Thwaite      | National Bukareszt | transfer              | 10 stycznia 2006     | bez odstępnego  | [ 4 ]  |
| NA             | Branko Radovanović   | GS Kallithea       | transfer              | 11 czerwca 2006      | bez odstępnego  | [ 41 ] |
| OB             | Cléber               | Vitória Guimarães  | transfer              | 11 czerwca 2006      | bez odstępnego  | [ 42 ] |
| BR             | Emilian Dolha        | Rapid Bukareszt    | transfer              | 16 czerwca 2006      | bez odstępnego  | [ 43 ] |
| PO             | Hristu Chiacu        | National Bukareszt | transfer              | 10 lipca 2006        | 50 000 €        | [ 45 ] |
| NA             | Patryk Małecki       | Wisła II Kraków    | –                     | lipiec 2006          | –               | [ 46 ] |
| NA             | Stanko Svitlica      | Rot Weiss Ahlen    | transfer              | 12 października 2006 | bez odstępnego  | [ 47 ] |
| Okienko zimowe |                      |                    |                       |                      |                 |        |
| OB             | Mikołaj Kałuda       | Zdrój Ciechocinek  | transfer              | 5 grudnia 2006       | 20 000 €        | [ 48 ] |
| NA             | Rafał Boguski        | GKS Bełchatów      | powrót z wypożyczenia | 1 stycznia 2007      | –               | [ 49 ] |
| PO             | Konrad Gołoś         | Polonia Warszawa   | powrót z wypożyczenia | 1 stycznia 2007      | –               | [ 50 ] |
| BR             | Łukasz Jarosiński    | Górnik Wałbrzych   | transfer              | 9 stycznia 2007      | brak danych     | [ 51 ] |
| OB             | Bartosz Rosłoń       | Wisła II Kraków    | –                     | luty 2007            | –               | [ 52 ] |
| OB             | Przemysław Rygielski | Wisła II Kraków    | –                     | luty 2007            | –               | [ 52 ] |
| PO             | Dawid Kubowicz       | Wisła II Kraków    | –                     | luty 2007            | –               | [ 53 ] |
| PO             | Sebastian Janik      | Wisła II Kraków    | –                     | marzec 2007          | –               | [ 54 ] |
| NA             | Paweł Smółka         | Wisła II Kraków    | –                     | maj 2007             | –               | [ 55 ] |
| PO             | Krzysztof Mączyński  | Wisła II Kraków    | –                     | czerwiec 2007        | –               | [ 56 ] |

1. ↑  Kontrakt obowiązywał od 1 lipca 2006 roku.
2. ↑  Kontrakt obowiązywał od 1 stycznia 2007 roku.

Kwoty transferowe bez podanego źródła oparto na podstawie Transfermarkt.
Stan na: 26 maja 2007.

#### Odeszli
| Poz            | Nazwisko           | Nowy klub        | Typ                   | Data transferu   | Kwota transferu | Źródło |
| -------------- | ------------------ | ---------------- | --------------------- | ---------------- | --------------- | ------ |
| Okienko letnie |                    |                  |                       |                  |                 |        |
| BR             | Radosław Majdan    | Pogoń Szczecin   | koniec kontraktu      | 30 czerwca 2006  | –               | [ 57 ] |
| NA             | Rafał Boguski      | GKS Bełchatów    | wypożyczenie          | 19 lipca 2006    | 5 000 €         | [ 49 ] |
| NA             | Grzegorz Kmiecik   | ŁKS Łódź         | wypożyczenie          | 19 lipca 2006    | –               | [ 49 ] |
| PO             | Bartosz Iwan       | Widzew Łódź      | wypożyczenie          | 19 lipca 2006    | –               | [ 49 ] |
| PO             | Konrad Gołoś       | Polonia Warszawa | wypożyczenie          | 25 sierpnia 2006 | bez odstępnego  | [ 50 ] |
| PO             | Kamil Kosowski     | Chievo Werona    | wypożyczenie          | 30 sierpnia 2006 | 500 000 €       | [ 58 ] |
| Okienko zimowe |                    |                  |                       |                  |                 |        |
| OB             | Tomasz Kłos        | ŁKS Łódź         | koniec kontraktu      | 11 grudnia 2006  | –               | [ 59 ] |
| PO             | Norbert Varga      | UTA Arad         | wypożyczenie          | 13 stycznia 2007 | –               | [ 60 ] |
| BR             | Michał Wróbel      | Unia Janikowo    | rozwiązanie kontraktu | 17 stycznia 2007 | –               | [ 61 ] |
| NA             | Paweł Kryszałowicz | –                | rozwiązanie kontraktu | 19 stycznia 2007 | –               | [ 62 ] |
| OB             | Paweł Kaczorowski  | Śląsk Wrocław    | rozwiązanie kontraktu | 19 stycznia 2007 | –               | [ 62 ] |
| BR             | Adam Piekutowski   | –                | rozwiązanie kontraktu | 22 stycznia 2007 | –               | [ 63 ] |
| NA             | Rafał Boguski      | GKS Bełchatów    | wypożyczenie          | 26 stycznia 2007 | –               | [ 64 ] |
| NA             | Marcin Kuźba       | Górnik Zabrze    | rozwiązanie kontraktu | 29 stycznia 2007 | –               | [ 65 ] |
| OB             | Jacek Paszulewicz  | Górnik Zabrze    | rozwiązanie kontraktu | 29 stycznia 2007 | –               | [ 66 ] |
| BR             | Marcin Juszczyk    | Górnik Wieliczka | wypożyczenie          | 26 marca 2007    | –               | [ 67 ] |

Kwoty transferowe bez podanego źródła oparto na podstawie Transfermarkt.
Stan na: 26 maja 2007.

#### Nowe kontrakty
| Poz            | Nazwisko      | Koniec kontraktu | Typ                       | Źródło |
| -------------- | ------------- | ---------------- | ------------------------- | ------ |
| Okienko letnie |               |                  |                           |        |
| NA             | Marek Penksa  | 30 czerwca 2007  | automatyczne przedłużenie | [ 68 ] |
| NA             | Jean Paulista | 30 czerwca 2008  | automatyczne przedłużenie | [ 68 ] |

Stan na: 26 maja 2007.

## Zarząd i sztab szkoleniowy

### Przed sezonem
Po zakończeniu sezonu ligowego 2005/2006 nowym dyrektorem sportowym ogłoszono Jerzego Kowalika, trenera Kmity Zabierzów. W czerwcu podjął decyzję o pozostaniu w małopolskim zespole po uzyskaniu awansu na drugi poziom ligowy. Nadzór nad pionem szkoleniowym i transferami objął Marek Kusto. W sztabie szkoleniowym obowiązki opiekuna zespołu rezerw oraz koordynatora powierzono Andrzejowi Bahrowi. W czerwcu do składu władz klubowych dołączyli Mirosław Senderski i Jerzy Jurczyński.

### Runda jesienna
18 września odwołano ze stanowiska głównego trenera Dana Petrescu i sztab szkoleniowy złożony z Cristinela Pojara, Michela Bona i Dumitru Stîngaciu. Zespół na okres przygotowań do jubileuszowego spotkania z Sevillą FC tymczasowo przejął Kazimierz Moskal. Po dwóch dniach przedstawiono Dragomira Okukę jako nowego szkoleniowca krakowskiego klubu. Do sztabu dołączył Branko Davidović, odpowiedzialny za zajęcia z bramkarzami. Z powodów osobistych zrezygnował z funkcji 15 listopada, a treningi tymczasowo zaczął prowadzić Jerzy Adamczyk ze sztabu drugiego zespołu.
W ostatnim tygodniu września nastąpiły zmiany w radzie nadzorczej Wisły. Stanowisko przewodniczącego trafiło do Ryszarda Pilcha, jednocześnie prezesa zarządu Tele-Foniki Handel. Tymczasowo do kontrolowania finansów piłkarskiej spółki oddelegowano Pawła Bąka, wiceprezesa ds. finansowych Tele-Foniki. Miejsce w radzie stracili Tomasz Turzański i Zbigniew Zawartka. Nowym członkiem został Tadeusz Zając. Obowiązki wiceprezesa zarządu ds. sportowych, obejmujące politykę transferową i skauting przejął Adam Nawałka
W październiku do pionu sportowego dołączyli Kazimierz Antkowiak w roli dyrektora wykonawczego i Wit Nirski jako manager ds. współpracy zagranicznej. Na dotychczasowych stanowiskach pozostawiono Manuela Junco, koordynującego scouting zagraniczny i Dawida Zajączkowskiego, analityka sztabu szkoleniowego.

### Przerwa zimowa
15 grudnia ogłoszono porozumienie o zakończeniu współpracy z Dragomirem Okuką. W kolejnym tygodniu stanowisko oficjalnie objął Adam Nawałka, a w roli drugiego trenera pozostał Moskal. Do sztabu szkoleniowego dołączył Maciej Musiał, który jednocześnie został nowym kierownikiem drużyny.
20 grudnia na walnym zgromadzeniu akcjonariuszy piłkarskiej spółki odwołano Ludwika Mięttę-Mikołajewicza z funkcji prezesa krakowskiego klubu. Po przerwie świątecznej skompletowano nowy skład zarządu i rady nadzorczej. Na wolne stanowisko zwierzchnika powołano Mariusza Helera. Współpracownikami w roli wiceprezesów pozostali Romualda Piotrowska i Mirosław Senderski, który sprawował funkcję do lutego 2007 roku. Miejsce w radzie utracili Adam Nawałka, Paweł Bąk i Jerzy Jurczyński, odpowiadający także na kontrakty z mediami. Radę nadzorczą klubu opuścili Tadeusz Zając, Paweł Bąk oraz Krystian Rogala. Ich miejsca objęli Zbigniew Zawartka z funkcją wiceprzewodniczącego, Michał Róg, Tadeusz Król oraz Piotr Bębenek jako sekretarz. Obowiązki przewodniczącego nadal pełnił Ryszard Pilch.

### Runda wiosenna
W kwietniu odwołano ze stanowiska trenera pierwszej drużyny Adama Nawałkę. Prowadzenie krakowskiego zespołu objął do końca sezonu Kazimierz Moskal.
21 maja na stanowisku dyrektora sportowego przedstawiono Jacka Bednarza, który związał się z klubem trzyletnią umową. Obowiązki związane z pracą sztabu szkoleniowego i polityką transferową objął od czerwca.

### Personel
| Stanowisko                         | Imię i nazwisko            | Uwagi                                       |
| ---------------------------------- | -------------------------- | ------------------------------------------- |
| Prezes                             | Mariusz Heler              | od 27 grudnia 2006                          |
| Prezes                             | Ludwik Miętta-Mikołajewicz | 28 grudnia 2005 – 20 grudnia 2006           |
| Wiceprezes                         | Romualda Piotrowska        | od 8 lutego 2007                            |
| Wiceprezes                         | Romualda Piotrowska        | 18 marca 2005 – 23 października 2006        |
| Wiceprezes                         | Adam Nawałka               | 23 października – 8 lutego 2007             |
| Wiceprezes                         | Mirosław Senderski         | 2 sierpnia 2006 – 23 maja 2007              |
| Wiceprezes                         | Jerzy Jurczyński           | 2 sierpnia 2006 – 8 lutego 2007             |
| Przewodniczący rady nadzorczej     | Jerzy Pilch                | 23 października 2006 – 8 lutego 2007        |
| Wiceprzewodniczący rady nadzorczej | Zbigniew Zawartka          | od 8 lutego 2007                            |
| Sekretarz                          | Piotr Bębenek              | od 8 lutego 2007                            |
| Członkowie rady nadzorczej         | Tadeusz Król               | od 8 lutego 2007                            |
| Członkowie rady nadzorczej         | Michał Róg                 | od 8 lutego 2007                            |
| Członkowie rady nadzorczej         | Tadeusz Zając              | 23 października 2006 – 8 lutego 2007        |
| Członkowie rady nadzorczej         | Paweł Bąk                  | 23 października 2006 – 8 lutego 2007        |
| Członkowie rady nadzorczej         | Krystian Rogala            | 2 lutego 2006 – 8 lutego 2007               |
| Członkowie rady nadzorczej         | Tomasz Turzański           | 19 grudnia 2005 – 23 października 2006      |
| Członkowie rady nadzorczej         | Zbigniew Zawartka          | 28 października 2005 – 23 października 2006 |
| Trener                             | Kazimierz Moskal           | od 17 kwietnia 2007                         |
| Trener                             | Adam Nawałka               | 19 grudnia 2006 – 16 kwietnia 2007          |
| Trener                             | Dragomir Okuka             | 20 września – 19 grudnia 2006               |
| Trener                             | Dan Petrescu               | 8 grudnia 2005 – 18 września 2006           |
| Asystent trenera                   | Kazimierz Moskal           | 2 lipca 2005 – 17 kwietnia 2007             |
| Asystent trenera                   | Pojar Cristinel            | 21 maja 2007 – 18 września 2006             |
| Dyrektor sportowy                  | Jacek Bednarz              | od 1 czerwca 2007                           |
| Dyrektor sportowy                  | Marek Kusto                | 20 czerwca 2006 – 21 maja 2007              |
| Dyrektor wykonawczy                | Kazimierz Antkowiak        | od 12 października 2006                     |
| Trener przygotowania fizycznego    | Andrzej Bahr               | od 18 września 2006                         |
| Trener przygotowania fizycznego    | Michele Bon                | 9 stycznia – 18 września 2006               |
| Analityk                           | Dawid Zajączkowski         | od 2006                                     |
| Kierownik drużyny                  | Maciej Musiał              | od 19 grudnia 2006                          |
| Kierownik drużyny                  | Marek Konieczny            | 2 lipca 2005 – 19 grudnia 2006              |
| Trener bramkarzy                   | Ryszard Jankowski          | od 19 grudnia 2006                          |
| Trener bramkarzy                   | Jerzy Adamczyk             | 15 listopada – 19 grudnia 2006              |
| Trener bramkarzy                   | Branko Davidović           | 20 września – 15 listopada 2006             |
| Trener bramkarzy                   | Dan Stingaciu              | 8 grudnia 2005 – 18 września 2006           |
| Masażysta                          | Marcin Bisztyga            | od 2005                                     |
| Masażysta                          | Zbigniew Woźniak           | od 21 czerwca 1989                          |
| Lekarz                             | Mariusz Urban              | od 1997                                     |
| Wisła II Kraków                    |                            |                                             |
| Trener                             | Andrzej Bahr               | od 29 czerwca 2006                          |

Stan na: 26 maja 2007.
Daty pełnienia funkcji w radzie nadzorczej na podstawie wpisów w Centralnej Informacji Krajowego Rejestru Sądowego.